# 旋門追蹤器
旋門追蹤器也稱為Haig或蘇格蘭架台，是在觀測或拍攝天體時，用來抵消地球周日運動的一種裝置。它是將照相機接到機械化的赤道儀架台的一種簡單的替代方案。

## 歷史
旋門追蹤器由George Haig發明，他的設計方案最早發表在1975年4月的Sky & Telescope雜誌，在1988年2月和2007年6月在該雜誌上再發表了追蹤器的修正版本。

## 原理

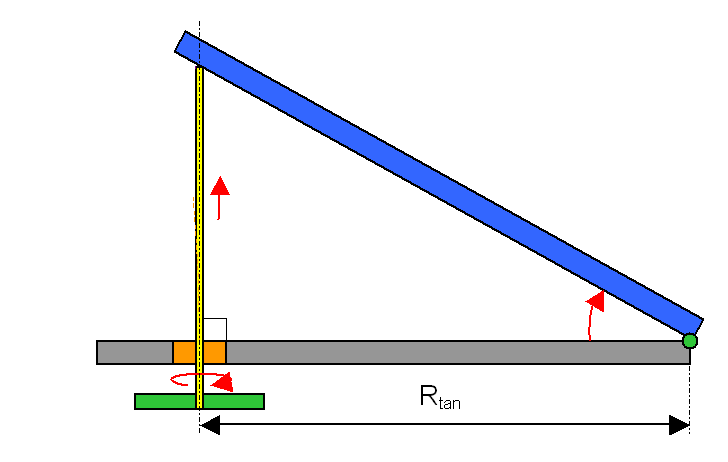
Haig架台

一個簡單的單臂旋門追蹤器利用一個鉸鏈將兩塊木板結合在一起就可以組成。相機就安裝在上面的板子，通常會使用可以指向任意方向的球接頭來固定相機。鉸鏈對向天球的一個極，並且以恆定的速度驅動兩塊板子中的一塊(或是兩塊一起)，通常是使用螺桿或螺栓，也就是一個相切的驅動器。

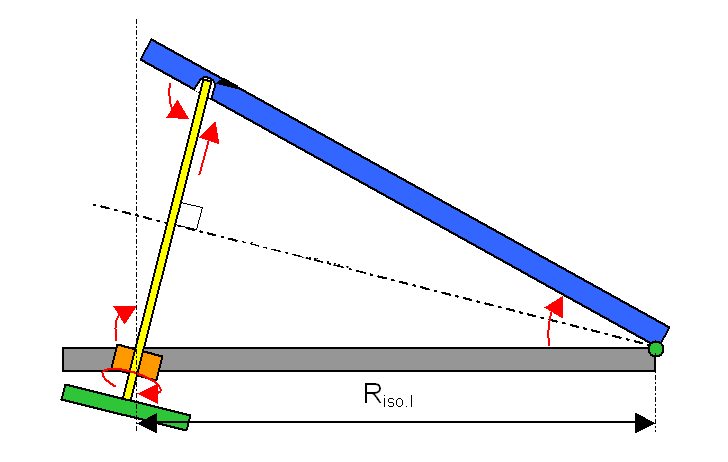
等邊(等腰)架台

這種裝置的架台在使用50mm標準鏡頭的條件下，可以良好的追蹤5-10分鐘，之後就會產生明顯的偏差。這是由切線誤差造成的偏差，使用等邊的裝置後，拍攝的時間可以延長至20分鐘。 

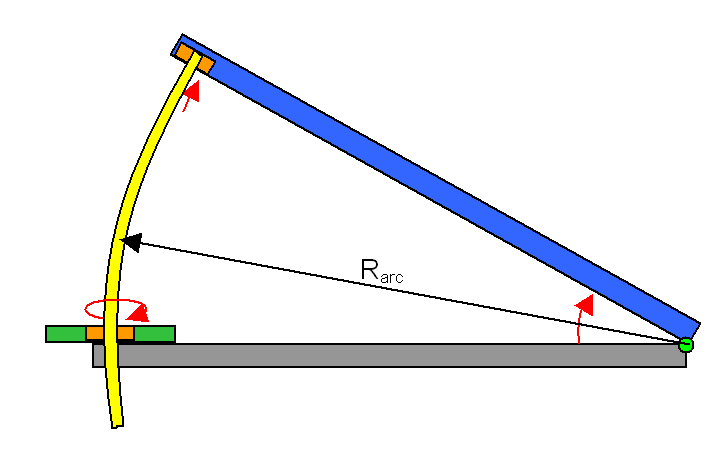
曲桿架台

使用曲桿裝置來取代螺栓驅動的等邊或切線裝置可以更延長有效的追蹤的時間。

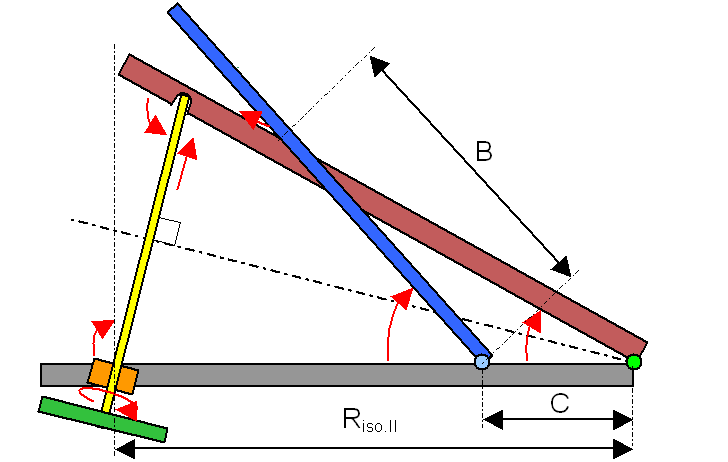
雙臂架台

這種進一步改善的設計是Dave Trott提出的，他的設計方案發表在1988年2月的Sky & Telescope雜誌。使用第二個臂來驅動相機平台－因此增加了構造上的複雜度－使追蹤的精度大為提高，可以讓持續曝光的時間長達一小時。最準確的設計是第四種型式。 
藉由提高架設相機的臂的旋轉點提高，改良的雙臂設計減少了切線誤差。這相當於翹起相機追蹤臂的弧線向後，造成更優化的路徑。

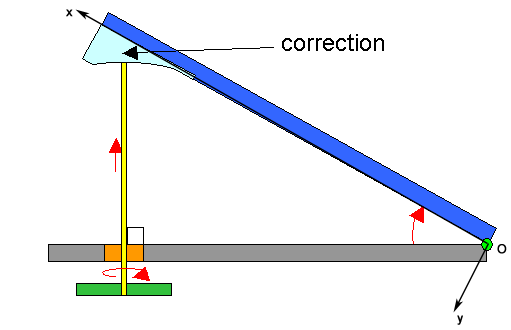
蘇格蘭架台與糾正凸輪

基本的幾何分析顯示，通過在螺桿和上面的板塊之間加入特殊形狀的組塊，切線誤差可以得到充分的補償。這種解決的原始方法在G. Haig發表之前久早已經知道了 (參見André Hamon in Astronomie，1953年7/8月， Sky & Telescope雜誌在1978年6月翻譯成英文)。
這些設計基本上是以人工作業的，但是也有些加上了電動馬達，使它能自動化和提高追蹤過成中的準確度。

## 外部連結
- Trott, David. The Double Arm Barn Door Drive （页面存档备份，存于）
- DeTray, Jeff. Build a Barn Door Tracker （页面存档备份，存于）
- Gagnon, Steve. How to build a double-arm barn door tracker （页面存档备份，存于）
- Michaud, Frederic. An error free Scotch mount
- Peters, W. The Cosmic Canvas （页面存档备份，存于）
- Tonkin, Stephen. A Better Barn door （页面存档备份，存于）
- Cheshire, Rowland. Tangent Error Minimized Tracker （页面存档备份，存于）